# Paolo Ferrarese
Paolo Ferrarese (auch als Don Paulus Ferrariensis, Don Paulus Ferraris, Don Paolo Ferrarese, Paolo da Ferrara oder Paolo detto da Ferrara zitiert) war ein in Ferrara geborener italienischer Komponist und Dichter, der in der zweiten Hälfte des 16. Jahrhunderts in Venedig tätig war. Don Paolo Ferrarese widmete sich der Kunst der polyphonischen Musik und nahm an einer der für die italienische Renaissance typischsten Ausdrucksform teil.

## Leben
Don Paolo ist vor allem dafür bekannt, dass er eine Reihe von polyphonische Gesängen für die Heilige Woche komponiert hat. Diese im Jahre 1565 veröffentlichte Sammlung stellt eine der vollständigsten Sammlungen der katholischen Liturgie der heiligen Woche dar. Grund für die Herausgabe eines so breiten Werkes soll die Tatsache sein, dass mit dem Abschluss des Konzils von Trient, der in den Jahren 1545–1563 stattgefunden hatte, eine neue Liturgie und neue musikalische Formen eingeführt wurden. Don Paolos Werk stellt eine der ersten Umsetzungen dieser Reform. Der Konzil von Trient hat die Musik, insbesondere den Gregorianischen Choral, stark beeinflusst. So wurden ein Großteil der Sequenzen abgeschafft; und jede Spur von weltlichen Musik wurde ebenfalls beseitigt.
Die Veröffentlichung von 1565 beinhaltet 93 Gesänge, darunter verschiedene Passionen, Lamentationen, Responsoria, Miserere sowie andere liturgische Gesänge.
Dieses Werk von Paolo Ferrarese wurde im Sonderauftrag von Don Benedetto Venetiano (oder „Vinitiano“), Prokurator der Benediktinerkongregation der sog. Cassinesi-Mönche des Klosters von San Giorgio in Venedig, veröffentlicht. Das Werk wurde in vier Bänden von Girolamo Scotto (Hieronymus Schotus) in Venedig gedruckt. Bereits kurz nach seiner Veröffentlichung war das Werk des Paolo Ferrarese auf der Frankfurter Messe zu finden, das von dem größten Augsburger Buchhandler Georg Willer (1514–1593) vertrieben wurde.
Andere liturgische Werke wurden nachträglich dem Don Paolo zugeschrieben. Es sind : Psalmi omnes qui ad vesperas, im 1578 herausgegeben; Responsoria hebdomadae sanctae (1592); Letanie della Madonna (1607).

## Werk und Kataloge
1. Passiones, lamentationes, Responsoria, Benedictus, Miserere, multaque alia devotissima cantica ad Offitium hebdomadae sanctae pertinentia, d. Pauli Ferrariensis, monachi divi Benedicti, Congregationis Cassinensis, Venetijs, apud Hieronymum Scotum, MCXV[1][2]
2. Responsoria hebdomadae sanctae D. Pauli Ferraris Monaci S. Benedicti. - D. Hieronimo Zino Bonon.s Congregationis S. Georgii alga Veneti canonico scribente 1592[3]
3. Mottetti, madrigali e canzoni a tre, quattro, cinque e sei voci di Costanzo Festa, Marchetto, Tromboncino, Paolo da Ferrara monaco di S. Benedetto; di Josquin, Jo. Mouton, Jachet, P. Molu, Sebast. Gallus, Claudin, Verdelot. - Ms. del secolo XVI in 8° obl. Il solo tenore.[4]

## Fundstellen der Werke
- Museo Internazionale e Biblioteca della Musica, Bologna, 310.
- British Library, London, D.83.

## Inhalt der Sammlung von 1565
1. Voces Christi & Judeorum ad passionem Domini secundum Matthaeum
2. Improperium expectavit cor meum
3. Adoramus te Jesu Christe
4. Pater si non potest hic calix
5. Turba in passione Domini secundum Marcum
6. Et cum iam sero
7. Adoramus te Jesu Christe
8. Turba in passione Domini secundum Lucam
9. Et ecce vir nomine Joseph
10. Adoramus te Jesu Christe
11. Incipit lamentatio Hieremiae Prophetae
12. In monte Oliveti
13. He. Facti sunt hostes eius
14. Tristis est anima mea
15. Teth. Sondes eius impedibus eius
16. Ecce vidimus eum non habentem speciem
17. Amicus meus osculi
18. Judas mercator pessimus
19. Unus ex discipulis
20. Eram quasi agnus innocens
21. Una hora non potuistis
22. Seniores populi consilium
23. Benedictus Dominus Deus Israel
24. Miserere mei Deus secundum
25. Christus factus est pro nobis
26. Dextera Domini fecit virtutem
27. Adoramus te Christe
28. Ave verum corpus
29. Dominus Jesus postquam cenavit
30. Pangue lingua gloriosi corporis
31. Pangue lingua
32. Sacris solemniis
33. Cum autem venissem
34. Ecce vidimus eum non habentem speciem
35. Cum vero venissem
36. Sepulto Domino
37. Sepulto Domino
38. Sepulto Domino
39. Ubi caritas et amor
40. Sequitur in lamentatione Hieremiae
41. Omnes amici mei
42. He. Factus es Dominus
43. Velum templi scissum
44. Teth. Defixae sunt in terram
45. Vinea mea electa
46. Tamquam ad latronem
47. Tenebrae factae sunt
48. Animam meam dilectam
49. Tradiderunt me in manus impiorum
50. Jesum tradidit impius
51. Caligaverunt oculi mei
52. Benedictus Dominus Deus Israel
53. Miserere mei Deus secundum
54. Benedictus Dominus Deus Israel. 4. Toni
55. Miserere mei Deus secundum
56. Voces Christi et Judeorum in passione Domini secundum Joannem
57. Stabat iuxta crucem
58. Pange lingua gloriosi praelium
59. Stabat mater
60. Plangent eum
61. Cum autem venissem
62. Cum autem venissem
63. Ave verum corpus
64. Ave Domine Jesu Christe
65. Ave Domine Jesu Christe
66. Sequitur in lamentatione Hieremiae
67. Sicut ovis ad occisionem
68. Heth. Denigrata est super carbones
69. Hierusalem luge & exue te
70. Incipit oratio Hieremiae prophetae
71. Incipit oratio Hieremiae prophetae
72. Plange quasi virgo
73. Recessit pastor noster
74. O vos omnes qui transitis
75. Ecce quomodo moritur
76. Astiterunt reges terrae
77. Estimatus sum cum descendentibus
78. Sepulto Domino signatum est monumentum
79. Benedictus Dominus Deus Israel
80. Miserere mei Deus secundum
81. Benedictus Dominus Deus Israel
82. Miserere mei Deus secundum
83. Incipit lamentatio Hieremiae prophetae
84. He. Facti sunt hostes
85. Lamech. O vos omnes qui transitis
86. Sequitur in lamentatione Hieremiae
87. He. Factus est Dominus
88. Teth. Defixae sunt in terra portae eius
89. Sequitur in lamentatione Hieremiae
90. Zai. Candidores Nazarei
91. Incipit oratio Hieremiae prophetae
92. Christus natus est nobis. 6. Toni
93. Christus natus est nobis. 4. Toni